# میزبان مجازی

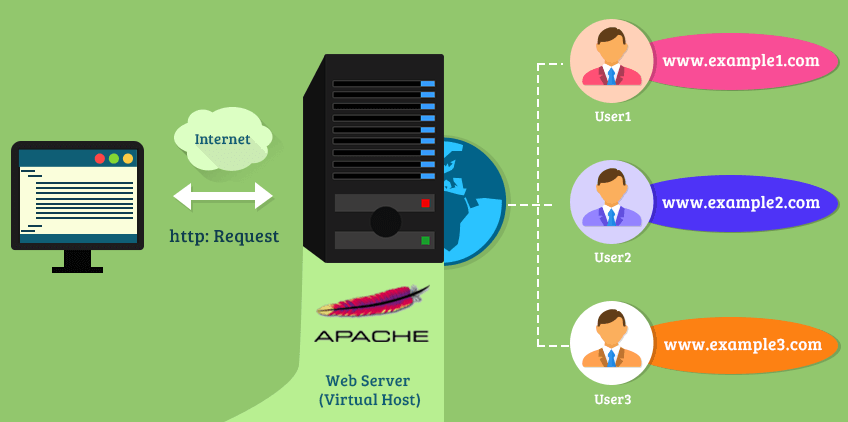
میزبانی مجازی

میزبانی مجازی روشی است که در آن سرورها مانند وب سرور استفاده می‌کنند تا بیش ار یک دامنه نام را بر روی یک کامپیوتر میزبانی نمایند.
میزبانی مجازی یکی از موثرترین روش‌ها در میزبانی وب است که با نام میزبانی وب مشترک نیز شناخته شده‌است و به صاحب وب سایت اجازه می‌دهد تا سایتش بر روی یک وب سرور که میزبان چندین سایت دیگر نیز است، میزبانی گردد.
این نوع میزبانی روش مناسبی برای وب سایت‌ها با اندازه‌های کوچک و متوسط است.

## انواع

### مبتنی بر نام
در این روش از چندین نام هاست برای یک آی پی آدرس استفاده می‌گردد

### مبتنی بر آی پی
در این نوع میزبانی هر سایت دارای یک آی پی منحصر به فرد است.
وب سرور آدرس اتصال tcp را با استفاده از API استاندارد به دست می‌آورد تا مشخص کند چه وب سایتی را باید سرویس دهی نماید.

### مبتنی بر پورت
پورت پش فرض برای HTTP شماره ۸۰ است. اگر چه بسیاری از وب سرورها می‌توانند طوری تنظیم شوند تا بر روی هر شماره پورت عمل کنند. هر شماره پورت نباید برای هیچ برنامه دیگری استفاده گردد.